# Serpieryt
Serpieryt – minerał klasy siarczanów.

## Właściwości
Krystalizuje w układzie jednoskośnym. Wykształca kryształy o pokroju igiełkowym i listewkowym. Występuje w skupieniach wiązkowych i promienistych. Tworzy naskorupienia i naloty. Jest minerałem kruchym i przezroczystym. Niebieski w odcieniach, o szklistym połysku i białej rysie. Jest łatwo rozpuszczalny w kwasach.

## Występowanie
Powstaje jako minerał wtórny w strefie utleniania hydrotermalnych złóż mineralnych kruszców miedzi i cynku. Towarzyszą mu gips, linaryt, brochantyt, smithsonit, malachit, sfaleryt, spangolit, devilin, schulenbergit, aragonit i kalcyt.

## Miejsce występowania
- Wyspa Rossa, Antarktyda
- Killarney, Irlandia
- Laurion, Grecja (typowa lokalizacja)[2]
- Sauerland, Niemcy[2]
- Austria[2]
- Czechy[2]
- Francja[2]
- Stany Zjednoczone (Nevada, Arizona, Kolorado)[2]
- Wielka Brytania (Walia i Anglia)[2]